# Antoni Català i Vidal
Antoni Català i Vidal (Sitges, 21 de novembre del 1891 - Barcelona, 13 de gener del 1978) va ser compositor, músic i crític musical.

## Biografia
Fill d'Esteve Català i March, organista i mestre de capella de l'església parroquial de Sitges, i director de la banda de música de la Societat El Retiro, d'ell adquirí les primeres nocions musicals. A vuit anys ingressà a l'Escolania de Montserrat, on s'estigué fins als setze; allí hi estudià orgue, harmonia, contrapunt i fuga amb el prestigiós mestre Manuel María Guzmán. En tots els cursos va obtenir la qualificació màxima i va ser distingit amb el títol de "bisbetó". En deixar aquesta escolania per complir l'edat reglamentària, va passar a ocupar la vacant que havia deixat el seu pare per defunció prematura a la parròquia de Sitges. Per un temps exercí de professor al col·legi de les Concepcionistes i al dels Maristes, dirigí la banda del Casino Prado i compongué algunes caramelles. Aquest període el compatibilitzà amb estudis de música a Barcelona, amb Enric Morera, i de piano amb Carles Pellicer. Acabada la seva carrera musical va ser nomenat professor a l'Acadèmia Aynaud de Barcelona, on va realitzar una fecunda tasca pedagògica. Quan li oferiren el càrrec de mestre de capella i organista del Santuari de Nostra Senyora de Pompeia de Barcelona, el 1911, es traslladà definitivament a viure a Barcelona. Acompanyà sessions de cinema mut a l'harmònium (en el cinema Cataluña), donà classes de música a les Escoles Gratuïtes de Pompeia, fundà l'Orfeó Pompeia (1916) i, més endavant, la Coral Barcelona (1943). Durant aquest llarg període va escriure nombroses obres corals i religioses de notable qualitat: misses, salves, virelais, goigs, motets i càntics. Va ser director de l'Orquestra Simfònica de Ràdio Associació de Catalunya del 1932 al 1936, any en què va ser dissolta. Acabada la Guerra Civil, el 1940 ocupà la càtedra de conjunt vocal i instrumentació al Conservatori Municipal de Barcelona, càrrec que va ocupar fins al 1963, mereixent un homenatge públic per part d'alumnes i de la direcció del centre. Des del 1945 també s'encarregà de la crítica musical al Diario de Barcelona. Al llarg de la seva vida compongué molta música religiosa, però també fou autor de música simfònica, de cambra, teatral, cinematogràfica, lied i sardanes.
Va morir a Barcelona el 13 de gener de 1978.

## Sardanes
Va pertànyer al grup de compositors que amb més èxit va cultivar la dansa catalana. Les seves sardanes no segueixen l'estil de cap escola precedent o posterior; defineix la seva idiosincràsia artística el to elevat, no obstant la seva extrema popularitat. Tot i no ser molt nombrosa la seva producció sardanística ocupa un lloc de preferència entre els compositors d'aquest gènere; es pot dir que acaba amb l'època d'or de la sardana, digne seguidor de la lírica musical de Morera.

## La Processó de Sant Bartomeu
La composició que li ha donat més anomenada és la sardana La processó de Sant Bartomeu (1919), instrumentada per ell mateix per a cobla i per a banda. Concebuda com una recreació de la Festa Major de Sitges, ben aviat es convertí en un símbol popular de la vila; en l'actualitat, per Sant Bartomeu (24 d'agost), a Sitges, les diverses cobles i les bandes que animen la festa toquen la peça a ballades i concerts. La composició guanyà el primer premi en el Concurs de Girona, i el 1925 va ser estrenada per la Banda Municipal de Barcelona, dirigida pel mestre Joan Lamote de Grignon amb tant d'èxit que calgué repetir-la tres vegades. La seva gran qualitat musical n'ha fet també una obra recurrent en el programa d'algunes bandes de música. El 1989 es va tocar una versió cantada obra de Manuel Oltra i Joan Costa.

## Obres
- La Moixiganga de Sitges (1927), transcripció per a banda
- Triptic, per a orquestra simfònica

### Música religiosa
Escrigué dues misses, una d'elles, a quatre veus mixtes i dedicada a la Mare de Déu de Pompeia i l'altra, de difunts, dedicada a la seva mare (1926). Guanyà dues vegades el concurs convocat per la Revista Parroquial de Música Sagrada: el 1923, per la composició Quatre cants espirituals, per a dues veus i orgue; i el 1926 per Davant la Verge, amb lletra de Sebastià Sans i Bori. Entre moltes altres peces de temàtica religiosa, és autor de A Betlem, amb lletra de Jacint Verdaguer, i Oh, llama de amor viva i Comunión, per a veu i orgue, ambdues amb lletra de Josep Maria Pérez i Bufill.

### Música per a cobla
- Ball de Crespelles d'Òdena
- Ball de nans d'Olot (arranjament)
- Caterina d'Alió
- Contrapàs de Sant Genís de Palafolls
- Danses del Roser
- Glossa del Ballet de Déu (1922), per a dues cobles
- Suite a l'atzar

### Sardanes
- A la memòria de Frederic Musoles (1923)
- A un nadó (1935)
- Albada (1925)
- Antonieta
- L'aplec d'Alfou (1921)
- Aplec de primavera (1947)
- L'aplec del Vinyet (1922)
- Barcarola (1925)
- La cançó de les mares (1925)
- Cant a la terra (1948)
- Cantem a la pàtria
- Cantem la bella natura (1922)
- Dalt dels cims (1947)
- L'encant de la nit
- L'encís de Sitges (1950)
- Esclat (1925)
- Festa camperola
- Festa de germanor (1926)
- Els focs follets
- La festa dels segadors
- Idil·li a muntanya (1920)
- Idil·li pastoril (1926)
- Íntima (1946)
- Maria Teresa
- Matí a muntanya (1929)
- Els pastorets
- Perpetuïna
- Primavera gentil (1926)
- La processó de Sant Bartomeu (1919)
- Rosada d'estiu (1921)
- Rosó (1921)
- Serenata (1925)
- Sitges (1930)
- La Verge de les Roses (1922)

- Cantem la pàtria, per a cobla i cor, amb lletra de Domènec Juncadella
- L'encís de Sitges, per a cobla i cor, amb lletra de Rafael Casanovas
- Festa de germanor, per a cor, amb lletra de Domènec Juncadella
- Ja ha tornat Pasqua Florida (1942), per a cor i cobla, amb lletra de mossèn Camil Geis i Parragueras
- Tardoral (1931), per a cor
- Terra meva (1947), per a cor
- Trenes d'or (1920), per a cor, amb lletra de Manuel Gibert i Miret
- La visió de la ginesta, per cor, amb lletra de Josep Conangla i Fontanilles

### Altres composicions
- Cirerer florit, cançó per a 4 veus mixtes
- Crisàlida (1911), obra teatral
- La xinel·la preciosa (1918), obra teatral amb text de Josep Maria Folch i Torres
- La música per a la pel·lícula Aventuras del Capitán Guido (1948), dirigida per Jacinto Goday
- Música per a la pel·lícula d'animació Érase una vez... (La Cenicienta) (1950), dirigida per Josep Escobar